# Mammillaria xaltianguensis
Mammillaria xaltianguensis (укр. Мамілярія халтіангуїська, мамілярія халтіангуїнзіс) — сукулентна рослина з роду мамілярія (Mammillaria) родини кактусових (Cactaceae).

## Історія
Вид вперше описаний мексиканським ботаніком Ернандо Санчесом-Мейорадою (ісп. Hernando Sánchez-Mejorada, 1926—1988) у 1973 році у виданні ісп. «Anales del Instituto de Biología de la Universidad Nacional Autónoma de México, Botánica».

## Етимологія
Видова назва дана на честь місця знахідки цього виду — села Халтіангуїс ісп. Xaltianguis у штаті Герреро, Мексика.

## Ареал і екологія
Mammillaria xaltianguensis є ендемічною рослиною Мексики. Ареал розташований у штатах Герреро та Мічоакан. Рослини зростають на висоті від 500 до 850 метрів над рівнем моря, в листяних лісах на піщаних гранітних пагорбах.

## Морфологічний опис
| Орган              | Опис |
| Рослини            | одиночні або формують зарості. |
| Коріння            | |
| Стебло             | циліндричне, до 20 см заввишки, в діаметрі 7-8 см.                                                                                                  |
| Епідерміс          | зелений. |
| Маміли             | майже чотирикутні, з молочним соком в стеблі, але його немає в мамілах.                                                                             |
| Ареоли             | |
| Аксили             | з невеликою кількістю пуху і декількома щетинками, 8-12 мм завдовжки.                                                                               |
| Центральні колючки | 3-5, іноді з гачками, голкоподібні, багрянисто-коричневого до жовтувато-коричневого кольору з червоними кінцями, пізніше білими, завдовжки 6-12 мм. |
| Радіальні колючки  | 16-20, щетиноподібні, склоподібно-білі, завдовжки 5-6 мм.                                                                                           |
| Квіти              | блідо-рожеві до жовтуватих до яскраво-червоних, до 17 мм завдовжки.                                                                                 |
| Бутони             | |
| Зовнішні пелюстки  | |
| Внутрішні пелюстки | |
| Тичинки            | |
| Маточка            | |
| Плоди              | зелені, зверху стають жовтими. |
| Насіння            | коричневе. |

## Чисельність, охоронний статус та заходи по збереженню
Mammillaria xaltianguensis входить до Червоного списку Міжнародного союзу охорони природи видів, даних про які недостатньо (DD).
Це мало відомий таксон, і інформація про чисельність та загрози, необхідні для оцінки стану його збереження, недоступна.
У Мексиці ця рослина занесена до Національного переліку видів, що перебувають під загрозою зникнення, де вона включена до категорії «підлягає особливій охороні».
Охороняється Конвенцією про міжнародну торгівлю видами дикої фауни і флори, що перебувають під загрозою зникнення (CITES).